# Shinatsuhiko
Shinatsuhiko-no-kami (志那都比古神?   en el Kojiki) o Shinatsuhiko-no-mikoto (級長津彦命?   en el Nihonshoki) es el kami del viento, dentro de la mitología japonesa. 

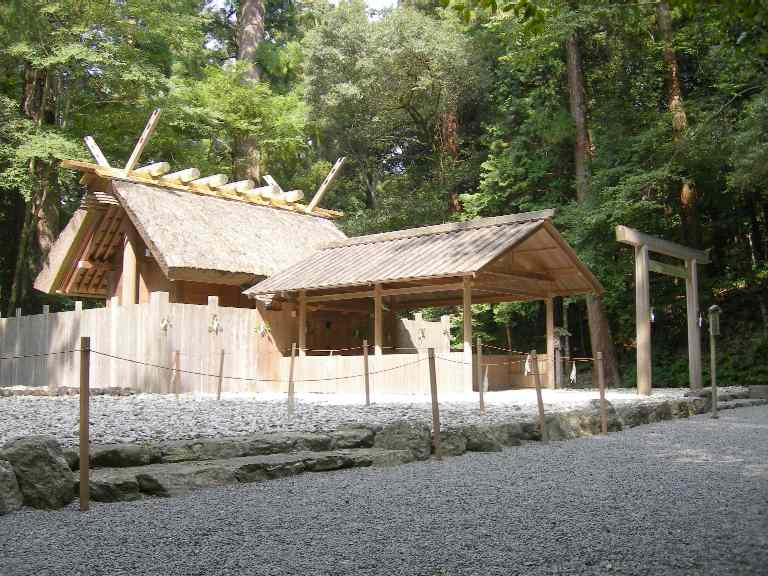
Santuario Kaza-hi-no-miya, en el Santuario de Ise, dedicado a Shinatsuhiko.

Según el Kojiki, es hijo directo de Izanagi e Izanami; en cambio en el Nihonshoki relata que nació del soplido de la niebla matutina por Izanami, y surgió junto con Shinatobe, considerada su hermana.
Esta deidad se le rinde tributo, junto con Shinatobe, en el santuario Kaza-hi-no-miya, en el complejo de Naikū del Santuario de Ise; y en el santuario Kaza-no-miya, en el complejo de Gekū del Santuario de Ise.
- Datos: Q1073925